# قصيدة يوسف

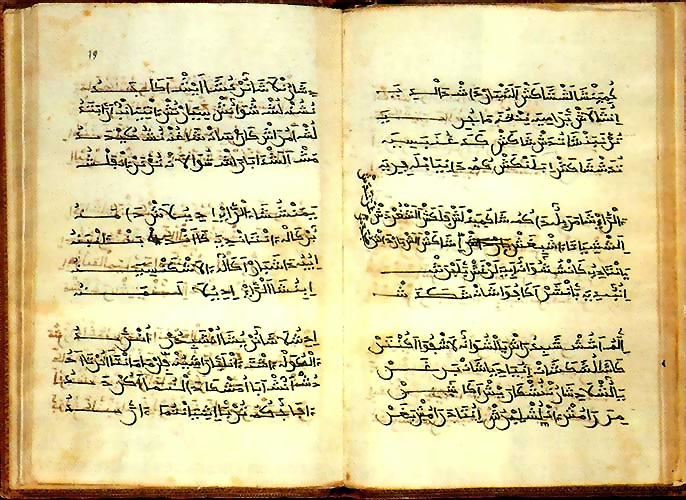
صفحتان من إحدى نسختين وصلتا إلينا من القصيدة

قصيدة يوسف (بالأراغونية: Poema de Yuçuf) هي قصيدة كتبها مؤلف مسلم مجهول من مدجني إسبانيا في النصف الثاني من القرن الرابع عشر الميلادي تقريبًا (حسب تقدير المستشرق الإسباني رامون مننديث بيدال) باللغة الأراغونية المكتوبة بحروف عربية (الألخميادو). لم يحفظ الزمن لنا القصيدة كاملة، بل بقي منها 380 بيتًا فقط.

## موضوع القصيدة
تحكي القصيدة قصة سيدنا  يوسف من وجهة النظر الإسلامية، وينطوي محتواها على عناصر من القصة القرآنية الواردة في سورة يوسف، إلى جانب كتابات أخرى مثل الأسطورة الذهبية لجاكومو دي فاراتزي وغيرها من الكتابات الدينية والأسطورية.

## ملخص القصيدة
تروي القصيدة كيف دفعت الغيرة إخوة يوسف إلى إساءة معاملته وإلقائه في الجب، وكيف بيع يوسف بيع العبيد في مصر، حيث خدم زليخة، زوجة بوتيفار عزيز مصر، وكيف شغف يوسف زليخة والنسوة حبًا، وكيف أن أحد أسباب هذا الشغف كان تأثرهن بنبوءات يوسف ومعجزاته. وتحكي القصيدة أن إخوة يوسف وأباهم يعقوب حسبوه قد مات، لولا أن أسرّ ذئب إلى يعقوب أن ابنه الأثير ما زال حيًا. 
نجحت الوشايات في إسقاط الحظوة عن يوسف وإلقائه في السجن، غير أن قدرته على تفسير أحلام خادمي العزيز تسببت في حصوله على الحرية. تنتهي القصة باستدعاء يوسف لإخوته إلى مصر، وتعرف بنيامين، شقيق يوسف الأصغر والأثير، عليه، وعودة الآخرين إلى بلادهم في خزي مما صنعوا بيوسف من قبل.

## الخصائص الفنية
نوه أنطونيو بيريث لاشيراس بمقدرة الشاعر التعبيرية العاطفية، مبرزًا بعض المقاطع الشعرية التي تألقت فيها هذه المقدرة رغم اضطرار الشاعر إلى الالتزام بطريقة السرد الشعري، فعندما ينوح يوسف، بعد أن ضربه إخوته بالعصي يقول:
| قصيدة يوسف | سوف لن ترضوا أن تتركوني بلا أب وبلا أم وسوف لن ترضوا أن أموت يائسًا وجائعًا أعطوني ماء من النبع، أو من النهر، أو من البحر | قصيدة يوسف |

في موضع لاحق، نجد وصفًا شعريًا للمكان والبيئة المحيطة، وهو شيء يندر أن نجده في الأدب الرومانسي في تلك الفترة، ولكنه لم يكن نادرًا في التقليد الأدبي الأندلسي:
| قصيدة يوسف | عندما دخلوا المدينة، تعجب الناس منهم كان اليوم غائمًا، لكنه جلا السماء وجعلها شديدة الألق، رغم أنها كانت مظلمة ولم يكن يمر بأي ظلام إلا ويجعله فجرًا | قصيدة يوسف |